# Nils Liebscher
Nils Liebscher (* 1972 in Illertissen) ist ein deutscher Schauspieler.

## Wirken
Nils Liebscher besuchte von 1982 bis 1991 das Kolleg der Schulbrüder Illertissen. Erste Theatererfahrung machte er auf der Freilichtbühne seiner Heimatstadt. Seit 2008 ist er festes Ensemblemitglied des Landestheaters Coburg. Gelegentliche Gastauftritte hat er in Mannheim, Ludwigsburg und Mainz.
Nils Liebscher erhielt im Jahr 2003 den Förderpreis des Mainfrankentheaters Würzburg.

## Filmografie
- 2004: Verschollen, als Berthold Siebert (Fernsehserie, 3 Folgen)
- 2007: Im Laden der Träume (Kurzfilm)
- 2018: Royale Kindheit (Dokumentation)